# Dundee United FC
Dundee United Football Club er en skotsk professionel fodboldklub, fra byen Dundee. Den blev dannet i 1909, oprindeligt som Dundee Hibernian, klubben skiftede til det nuværende navn i 1923. United bliver også kaldt The Terrors eller The Tangerines og fansene er kendt som Arabs.
Klubben har spillet i tangerin-trøjer sinde 1960'erne, og har spillet på det nuværende stadion, Tannadice Park siden grundlæggelsen i 1909. United var med til at starte Scottish Premier League (SPL) i 1998, og var til stede her indtil strukturen blev nedlagt i 2013, til fordel for SPFL. United rykkede i 2016 ned i Scottish Championship, der er den næsthøjeste række i SPFL.
Klubben har vundet Scottish Premier Division en gang (1982-83), Scottish Cup to gange (1994 og 2010) og Scottish League Cup to gange (1979 og 1980). De spillede i Europa første gang i 1966-67, og deltog siden 14 gange i træk frem til 1976. De har også nået semifinalerne i Mesterholdenes Europacup i 1984 og UEFA Cup-finalen i 1987.

## Trivia
Dundee United har spillet mod FC Barcelona i europæisk sammenhæng i alt 4 gange. Alle fire kampe er vundet.[kilde mangler]

## Historiske slutplaceringer
| Sæson     | Niveau | Liga         | Placering | Kilde  |
| --------- | ------ | ------------ | --------- | ------ |
| 2025–2026 | 1.     | Premiership  | .         | [ 6 ]  |
| 2024–2025 | 1.     | Premiership  | 4.        | [ 7 ]  |
| 2023–2024 | 2.     | Championship | 1.        | [ 7 ]  |
| 2022–2023 | 1.     | Premiership  | 12.       | [ 8 ]  |
| 2021–2022 | 1.     | Premiership  | 4.        | [ 9 ]  |
| 2020–2021 | 1.     | Premiership  | 9.        | [ 10 ] |
| 2019–2020 | 2.     | Championship | 1.        | [ 11 ] |
| 2018–2019 | 2.     | Championship | 2.        | [ 12 ] |
| 2017–2018 | 2.     | Championship | 3.        | [ 13 ] |
| 2016–2017 | 2.     | Championship | 3.        | [ 14 ] |
| 2015–2016 | 1.     | Premiership  | 12.       | [ 15 ] |
| 2014–2015 | 1.     | Premiership  | 5.        | [ 16 ] |
| 2013–2014 | 1.     | Premiership  | 4.        | [ 17 ] |
| 2012–2013 | 1.     | Premiership  | 6.        | [ 18 ] |
| 2011–2012 | 1.     | Premiership  | 4.        | [ 19 ] |
| 2010–2011 | 1.     | Premiership  | 4.        | [ 20 ] |